# Lijst van afleveringen van Checkpoint (seizoen 7)
Dit is een lijst van afleveringen van Checkpoint van seizoen 7. In de schema's staan de gestelde vraagstukken aangegeven, de getrokken conclusie en notities van de test.

## Inleiding
Op 12 januari 2013 startte het zevende seizoen van Checkpoint. In Hilversum ging deze nieuwe serie feestelijk in première.
Net als in seizoen 6 bleef ook in seizoen 7 de samenstelling van het testteam ongewijzigd. Wel had het programma een nieuwe testlocatie en werden er ook nieuwe rubrieken geïntroduceerd, zoals High Speed Camera, met daarin snelle gebeurtenissen opgenomen met hogesnelheidscamera en geanalyseerd. Ook werd er een drietal tests gedaan waarin de testteamleden het opnamen tegen jongeren uit Duitsland, België en Frankrijk.
Op 16 maart 2013 werd de recyclespecial van seizoen 6 herhaald.

## Samenstelling testteam
- Tom Berserik
- Myrthe Busch
- Ghino Girbaran
- Dzifa Kusenuh
- Rick Mackenbach
- Luara Prins
- Pascal Tan
- Dico Verschure
- Arjan de Vreugt

## Afleveringen

### Aflevering 1
Uitzenddatum: 12 januari 2013.

#### High Speed Camera → Vuur
| Gebeurtenis                                    | Notities |
| ---------------------------------------------- | --- |
| Poging om vlam-in-de-pan te blussen met water. | Een pan met olie werd op een kooktoestel neergezet en de olie werd aangestoken, waardoor deze vlam vatte. Vanaf een afstand werd er een beker water over de brandende olie leeggegooid. Er ontstond een metershoge steekvlam. Dit geheel werd met een high-speed-camera opgenomen. Na afloop was op deze beelden te zien dat er het water waarmee gepoogd werd om te blussen onmiddellijk verdampte en de brandende olie mee omhoog nam. |

#### Jongens vs Meiden → Schriktest
In deze jongens/meidentest werd onder de loep genomen of het jongens of meiden zijn die het meest schrikbestendig zijn.
| Situatie                                         | Winnaar  | Notities |
| ------------------------------------------------ | -------- | --- |
| Geblinddoekt vallen van een hoogte.              | Jongens. | Arjan en Myrthe werden elk aan een touw omhoog gelaten. Op een gegeven moment liet presentator Klaas ze vallen. De hartslag van beiden werd gedurende de hele deeltest gemeten. De winnaar van deze test werd bepaald aan de hand van de uitslag in de hartslagmeter op het moment dat ze vielen. Myrthe's uitslag bleek aanzienlijk groter en dus werd Arjan tot winnaar uitgeroepen. |
| Een zware bal naar het hoofd geslingerd krijgen. | Jongens. | Arjan en Myrthe kregen de opdracht om een schommelende bal boven het hoofd los te laten. Bij het terugslingeren van deze bal was het de bedoeling om zo stil mogelijk te blijven staan. Arjan ging als eerste en hij bewoog totaal niet. Bij Myrthe daarentegen was wel duidelijk te zien dat zij haar hoofd enigszins naar achteren bewoog. |
| Aan het schrikken gemaakt worden.                | Jongens. | Voor deze test werd Ghino getransformeerd in een clown en hij nam plaats aan de achterzijde van een spiegel. Arjan en Myrthe gingen voor de spiegel zitten om zichzelf ook op te maken als clown. Ghino zou op een bepaald moment echter de spiegel voor hun gezichten laten vallen en zelf als clown tevoorschijn komen. De schrikreacties van zowel Arjan als Myrthe werden gemeten aan de hand van eieren die ze onder hun oksels hielden, of ze die lieten vallen. Arjan ging als eerste en hij liet geen van zijn beide eieren vallen. Myrthe daarentegen schrok hard, schoot achterwaarts en liet in haar schrikreactie beide eieren op de grond kapotvallen. |
| Uiteindelijke winnaar.                           | Jongens. | Eindstand: 3-0. Getrokken conclusie: de jongens zijn het meest schrikbestendig. |

#### De Kracht Van Veel → Papier
| Product       | Notities |
| ------------- | --- |
| Toiletpapier. | Om de kracht van veel papier te testen werden twaalf wc-rollen in elkaar gedraaid tot een kabel. Hiermee deed Pascal een poging om uit een gebouw te abseilen. In eerste instantie hield de kabel zijn gewicht, maar na verloop van tijd bezweek de kabel onder zijn gewicht. Geconcludeerd werd dat ook de kracht van veel zijn grenzen kent. |

#### Luchtdruk
| Onderwerp                                                 | Notities |
| --------------------------------------------------------- | --- |
| Een gevouwen vliegtuig langer door de lucht laten zweven. | Ghino, Tom en presentator Klaas vouwden enkele vliegtuigjes uit papier en gooiden ermee. Om ze verder te laten komen hielden ze er een stuk karton onder. Door de weerstand in de lucht die hierdoor ontstond bleef het vliegtuigje langer zweven. |
| De vortex.                                                | Voor deze deeltest werd een rond gat geknipt midden uit de bodem van een emmer. Aan de bovenkant werd een stuk boodschappentas gespannen. Door op de boodschappentas te slaan kwam er door het gat in de bodem een vortex naar buiten. Hiermee slaagden Ghino en Tom erin om kaarsen uit te blazen op 2, 4 en 6 meter afstand. Voor het daaropvolgende gedeelte van de test werd een taart met kaarsjes gebruikt die op 12 meter van een groot vortexkanon werd neergezet. Door middel van een parachute aan de achterzijde van dit kanon werd een vortex richting deze taart gestuurd. Dit doofde de kaarsen. Vervolgens werden er nog torens van conservenblikken en drinkglazen opgebouwd die beiden zonder moeite omver werden geblazen door de vortex. |

### Aflevering 2
Uitzenddatum: 19 januari 2013.

#### Handleidingen → Magnetron
| Veiligheidsmaatregelen                             | Notities |
| -------------------------------------------------- | --- |
| Geen afgesloten flessen in de magnetron verwarmen. | Arjan en Dico stopten een afgesloten fles chocolademelk in een magnetronoven en schakelden deze in. Na enige tijd ontplofte de fles, sloeg de magnetrondeur van de oven en het apparaat bleef zwaar beschadigd achter. |

#### Nederland vs Duitsland
In deze test werd getest of het Nederlanders of Duitsers zijn die stipt en netjes zijn. Dzifa en Arjan moesten de strijd aangaan tegen twee Duitse jongeren.
| Uitdaging                     | Winnaar    | Notities |
| ----------------------------- | ---------- | --- |
| Braadworsten opvangen.        | Nederland. | In deze deeltest werd de Duitse pünktlichkeit getest. Eén persoon zou een braadworst laten vallen door een buis. De bedoeling was dat de teamgenoot de worst met een vork op zou prikken voordat ze beneden in een pan met Hollandse pot of zuurkool belandden. De Duitsers misten alle twaalf de worsten. De Nederlanders gingen erna en zij slaagden er uiteindelijk in om de laatste worst op te prikken. |
| Kuil graven.                  | Nederland. | Bij de tweede deeltest stond presentator Klaas met de teams op een zandvlakte. De bedoeling was dat de teams een kuil zouden graven die groot en diep genoeg was zodat ze zelf in zouden passen zonder dat ze erboven uitstaken. Hiervoor mochten beide landenteams zowel een graafmachine als twee scheppen gebruiken. De Nederlanders gingen als eerste en zij slaagden er na 6'34" in om de opdracht tot een goed einde te brengen. De Duitsers kregen de graafmachine niet onder controle en gingen over op het graven met twee scheppen. De kuil die ze groeven was echter een aantal keer niet diep genoeg waardoor ze behoorlijk wat tijd verloren. Met een tijd van 11'24" voor de Duitsers wonnen de Nederlanders deze test op overtuigende wijze. |
| Penalty's nemen met een auto. | Nederland. | In de laatste deeltest werd gekeken wie het beste met voetbal was. Deze proef bestond uit het nemen van vijf penalty's met een auto. De tegenpartij zou de rol van keeper op zich nemen en proberen de penalty's tegen te houden met een andere auto. De Duitse partij ging als eerste en zij slaagden erin één penalty van de vijf raak te schieten. De Nederlanders hadden er twee raak na pas vier pogingen en wonnen daarmee. |
| Uiteindelijke winnaar.        | Nederland. | Eindstand: 3-0. |

#### Parachute
In deze test werd een poging gedaan om zelf een werkende parachute te maken. Testteamleden Dico en Pascal maakten parachutes met twee verschillende artikelen, deden deze om bij een paspop en uiteindelijk liet Dico ze vanaf een hoogte uit een vliegtuig vallen. De gebruikte artikelen waren aan elkaar getapete vuilniszakken en het doek van een tuinparasol.
| Product                   | Notities |
| ------------------------- | --- |
| Doek van een tuinparasol. | De testpop met deze parachute aan had geen noemenswaardige schade.                                                                                      |
| Vuilniszakken.            | Dico had enige moeite om de pop uit het vliegtuig te laten vallen, waardoor deze een arm kneusde. Afgezien hiervan kwam hij wel behoorlijk intact neer. |

### Aflevering 3
Uitzenddatum: 26 januari 2013.

#### Handleidingen → Accu
| Veiligheidsmaatregelen                              | Notities |
| --------------------------------------------------- | --- |
| Accu's alleen opladen met een specifiek type lader. | Tom en Ghino laadden de accu van een radiografisch bestuurde auto in hoog tempo op aan een ander type oplader. Na verloop van tijd ging de accu bolstaan, knetteren en sissen en uiteindelijk ontplofte hij. |

#### Nederland vs België
In deze test namen de testteamleden Tom en Myrthe het op tegen twee Belgische jongeren.
| Uitdaging                                                 | Winnaar     | Notities |
| --------------------------------------------------------- | ----------- | --- |
| Wielrennen.                                               | Nederland.  | De bedoeling van deze deeltest was dat de Nederlanders en de Belgen op een wielrenfiets zouden fietsen, waardoor hun nationale vlag omhoog zou gaan. De Nederlandse vlag stond als eerste in top. |
| Een in friet gesneden aardappel terug in elkaar puzzelen. | Gelijkspel. | In deze deeltest werd bekeken of de Belgen echt goede kenners zijn op het gebied van friet. Presentator Klaas sneed een aardappel in friet en frituurde deze. De bedoeling was om deze frieten zo snel mogelijk weer in elkaar te puzzelen tot een hele aardappel. Zowel Nederland als België slaagde er niet in de frieten fatsoenlijk samen te voegen en dus besloot Klaas beide landen één punt te geven. |
| Verplassen.                                               | België.     | De laatste deeltest was een parodie op Manneken Pis van Brussel. De bedoeling was dat de jongens uit beide teams vanaf een container zo ver mogelijk zouden plassen. De Belgen ging dit duidelijk beter af. |
| Uiteindelijke winnaar.                                    | Gelijkspel. | Eindstand: 2-2. |

#### Poep en Plas → Koffie
| Onderwerp                 | Notities |
| ------------------------- | --- |
| Koffie van kattendrollen. | Tom en Rick prakten een aantal kattendrollen fijn en maakten er koffie mee. Bij het ruiken hieraan werd deze echter niet lekker bevonden. Vervolgens werd er koffie gezet uit drollen van de civetkatachtige Loewak die bessen eet. Toen Tom geblinddoekt werd en zowel normale koffie als deze kopi loewak te drinken kreeg, verkoos hij laatstgenoemde. Geconcludeerd werd dan ook dat er prima koffie gemaakt kan worden van kattenpoep. |

#### Purschuim
In deze test werden toepassingen voor purschuim uitgetest. Testteamleden Pascal en Arjan maakten verschillende voorwerpen uit purschuim.
| Voorwerp          | Notities |
| ----------------- | --- |
| Skatebescherming. | Met behulp van een bal en een paspop als mal werd een helm, kniebeschermers en elleboogbeschermers gespoten. Testteamlid Pascal kreeg deze bescherming om en deed skates aan. Voor het testmoment liet hij zichzelf vallen en reed hij tegen een muur op. De bescherming bleef nagenoeg intact.                     |
| Brug.             | In een grote mal gemaakt uit een paar dozen werden vele bussen purschuim leeggespoten. Dit geheel bleef drie dagen staan. Het resultaat legden ze over een aantal containers heen. Pascal ging hier overheen. Aanvankelijk hield de brug zijn gewicht, maar toen Pascal ging springen en veren brak hij erdoorheen. |
| Boot.             | Over een auto werd zeil gelegd en Arjan en Pascal spoten er met twee-componenten purschuim overheen. Dit lieten ze in een halfuur tijd drogen. Het resultaat legden ze in een vijver. Arjan en Pascal konden ermee varen.                                                                                           |

### Aflevering 4
Uitzenddatum: 2 februari 2013.

#### High Speed Camera → Kruisboog
| Gebeurtenis                             | Notities |
| --------------------------------------- | --- |
| Glitterlamp doorschieten met kruisboog. | In deze test plakten Arjan en Dico een glitterlamp vast op een tafel. Vervolgens schoten ze deze met een kruisboog door. In de vertraging was te zien hoe het glas aan scherven ging en het water en de glitters alle kanten op spatten. |

#### Jongens vs Meiden → Slopen
| Uitdaging              | Winnaar  | Notities |
| ---------------------- | -------- | --- |
| Cabrio knippen.        | Jongens. | In de eerste deeltest was het de bedoeling om van een auto met dak een cabrio te maken. Dit werd gedaan door eerst de ramen eruit te tikken en vervolgens met behulp van een pneumatische schaar het dak los te knippen. De cabrio van de jongens bleek aanzienlijk beter gelukt en met hun tijd van 6'11" waren ze ook veel eerder klaar dan de meiden (tijd: 12'57"). |
| Onderdelen loshalen.   | Jongens. | De bedoeling van deze proef was om in acht minuten tijd zo veel mogelijk onderdelen van een auto af te halen, zodat deze gerecycled konden worden. De onderdelen mochten niet beschadigd raken. De jongens gingen als eerste en zij slaagden erin de hoofdsteunen en de ruitenwissers te demonteren, de motorkap bleef niet heel. De meiden kregen uitsluitend een hoofdsteun goed los, het achterlicht beschadigde. Hiermee werd ook de tweede test door de jongens binnengehaald. |
| Auto pletten.          | Meiden.  | In de laatste deeltest hadden de testteamleden tien minuten de tijd om de auto te pletten door er met een sloopmachine op los te gaan. De meiden gingen als eerste en hun auto was na afloop nog 110 centimeter hoog. De jongens gingen erna, maar zij hadden na de tien minuten nog een uitsteeksel waardoor ze met 111 centimeter nog net een fractie hoger zaten. |
| Uiteindelijke winnaar. | Jongens. | Eindstand: 2-1. Getrokken conclusie: als je op zoek bent naar een goede sloper, de jongens. |

#### De Kracht Van Veel → Lucifers
| Product        | Notities |
| -------------- | --- |
| Luciferkopjes. | In deze test werden de kopjes van 30.000 lucifers afgeknipt boven een emmer. Vervolgens werden deze aangestoken met behulp van een lont. Het geheel ontbrandde met een metershoge steekvlam en heel veel rook. |

#### Spider-Man
In deze test probeerden Ghino en Pascal als Spider-Man tegen een muur op te klimmen. Ze gebruikten hier drie verschillende producten voor.
| Product                                | Notities |
| -------------------------------------- | --- |
| Dubbelzijdig plakband.                 | Ghino kreeg dubbelzijdig plakband aan zijn handen en zijn kleding en probeerde hiermee tegen een muur te klimmen. Hij slaagde hier niet in. |
| Zuignappen.                            | Pascal kreeg zuignappen in zijn kleding en om daarmee te proberen tegen de muur op te klimmen. Ook hij kwam niet omhoog en bleef op het eind nog met zijn kleding vastzitten aan de muur. |
| Stofzuigermotoren en grote zuignappen. | Voor de laatste deeltest werden twee grote zuignappen gemaakt die werkten met stofzuigermotoren. Ghino droeg deze twee motoren op zijn rug en probeerde met de zuignappen langs de muur omhoog te komen. Hij kwam een heel eind omhoog en geconcludeerd werd dat het je met een klein beetje oefening gewoon zo echt naar het plafond klimt. |

### Aflevering 5
Uitzenddatum: 9 februari 2013.

#### Handleidingen → Spuitbus
| Veiligheidsmaatregelen             | Notities                                                                                             |
| ---------------------------------- | --- |
| Spuitbus niet in open vuur gooien. | Tom en Ghino legden een bus spuitverf in een brandende barbecue. Na een poosje explodeerde deze bus. |

#### Poep en Plas → Papier
| Onderwerp                 | Notities |
| ------------------------- | --- |
| Papier van olifantenpoep. | Dico en Tom kookten olifantenpoep in een pan. Dit mixten ze met water en deden het met een handvol papiersnippers in een bassin. Na het vermengd te hebben met bleekmiddel haalden ze er een zeef doorheen. Het geheel dat ze daarin kregen lieten ze twee dagen drogen. Dit resulteerde in een vel papier, dat weliswaar niet ideaal bleek om mee te schrijven, maar wel om de billen mee af te vegen na toiletbezoek. |

#### Nederland vs Frankrijk
In deze test namen testteamleden Pascal en Myrthe het op tegen twee jongeren uit Frankrijk.
| Uitdaging                        | Winnaar    | Notities |
| -------------------------------- | ---------- | --- |
| Druiven stampen.                 | Frankrijk. | In de eerste deeltest was het de bedoeling om druiven te stampen, zodat het sap eruit kwam. Het sap zou een flesje vullen en degene die op het eind de meeste sap had uitgeperst, zou deze proef het beste hebben uitgevoerd. De Fransen bleken aanzienlijk meer sap te hebben uitgeperst.                                                                                                 |
| Smaken herkennen.                | Nederland. | In de volgende proef werd bekeken of Fransen inderdaad goede fijnproevers waren. Hier stonden vijf gerechten centraal. Deze bestonden uit twee bestanddelen. De bedoeling was om steeds geblinddoekt een hap te nemen van ieder gerecht en de beide ingrediënten te herkennen. Aan het einde van de rit had Nederland er de meeste goed herkend en daarmee wonnen ze deze proef.           |
| Levend jeu de boules (petanque). | Frankrijk. | Bij de laatste proef van deze test ging het om de vraag wie beter was met jeu de boules (petanque). Presentator Klaas wierp een kleine bal een veld in en voor de testteamleden was het de bedoeling om elkaar in een Aquabubble heuvelafwaarts over het veld te duwen. De winnaar zou degene zijn die het dichtst bij de kleine bal lag. Deze laatste proef werd gewonnen door Frankrijk. |
| Uiteindelijke winnaar.           | Frankrijk. | Eindstand: 2-1. Getrokken conclusie: de Fransen zijn echte Fransen. |

#### Privacy
In deze test werd bekeken wat er gedaan kon worden als men een kamer moest delen en toch behoefte heeft aan enige privacy.
| Onderwerp             | Notities |
| --------------------- | --- |
| Stank.                | In een kleine kamer werd Franse kaas in schoenen gedaan en dit geheel werd op de verwarming gezet om zo de kamer aan het stinken te krijgen. Het idee hierachter was dat anderen door de stank uit de kamer zouden worden gejaagd. Na een halfuur bleek de stank echter zo ondraaglijk te zijn dat verblijf in de kamer überhaupt niet meer fatsoenlijk mogelijk was. |
| Kartonnen tussenmuur. | In de tweede deeltest werd de kamer in tweeën gedeeld door er een kartonnen tussenmuur in te zetten. Testteamlid Arjan merkte echter wel op dat de muur veel geluid doorliet waardoor alles wat er zou gebeuren door de muur gehoord kon worden. |
| Kartonnen huis.       | Voor deze proef werd een enorme hoeveelheid kartonnen dozen gebruikt om daarmee een huis te bouwen. In dit huis werd ook een bovenverdieping gemaakt waarop geslapen kon worden. |

### Aflevering 6
Uitzenddatum: 15 februari 2013.

#### De Kracht Van Veel → Haar
| Product | Notities |
| ------- | --- |
| Haar.   | Voor deze test liet Myrthe een bosje van haar lokken afknippen. Vervolgens werd hier een touw van gedraaid dat zo sterk bleek dat er een auto mee getrokken kon worden. |

#### Jongens vs Meiden → Leidinggeven
| Uitdaging                     | Winnaar  | Notities |
| ----------------------------- | -------- | --- |
| Inpakken met één hand.        | Meiden.  | Ghino en Luara kregen de opdracht om een barbecue in te pakken. Ze mochten hier echter maar één hand voor gebruiken; de andere werd op de rug vastgebonden. Ze slaagden in hun opdracht, maar wat ze niet wisten, was dat deze test over leidinggeven ging en presentator Klaas zou tellen hoe vaak de één de ander instructies gaf. Luara gaf Ghino 14× instructie. Andersom was dat 10× en hiermee won Luara deze eerste deeltest. |
| Donkere kamer laten opruimen. | Meiden.  | Het idee van deze tweede deeltest was dat er ongeoorloofd een feestje in het ouderlijk huis werd gehouden terwijl zij afwezig waren en ze eerder thuis zouden komen dan gepland. Daarom moest de kamer binnen vijf minuten worden opgeruimd. Drie personen (de 'vrienden') stonden in een donkere kamer en Luara en Ghino konden via een monitor zien wat er in de kamer gebeurde. Beiden kregen vijf minuten de tijd om zo veel mogelijk spullen weer op de goede plaats te laten zetten. Na afloop kreeg Ghino twee spullen goed gezet, maar Luara kreeg er vier goed, waardoor ze de tussenstand op 2-0 voor de meiden wist te zetten. |
| Verkeer regelen.              | Jongens. | Bij de laatste deeltest stonden Ghino en Luara op een nagebootst kruispunt. Aan de vier takken van dit kruispunt stonden kinderen die allemaal het kruispunt wilden oversteken. De opdracht aan Ghino en Luara was om in twee minuten tijd zo veel mogelijk kinderen het kruispunt veilig te laten oversteken. Luara ging als eerste en zij slaagde er uiteindelijk in om 116 kinderen over te krijgen. Ghino ging erna en hij klopte Luara met 122 kinderen. Hiermee won Ghino deze laatste deeltest voor de jongens. |
| Uiteindelijke winnaar.        | Meiden.  | Eindstand: 2-1. |

#### High Speed Camera → Voetbal
| Gebeurtenis         | Notities |
| ------------------- | --- |
| Voetbal tegen ruit. | In deze test schoot Dico een voetbal tegen een ruit (enkel glas), die daardoor brak. Dit werd met een hogesnelheidscamera vastgelegd. Toen de vertraagde beelden werden teruggekeken, was te zien dat de ruit niet meteen bij inslag brak. Er ontstonden barsten in waarna de ruit knapte, maar dit alles gebeurde pas toen de bal reeds was afgeketst. |

#### Per Spoor
Het idee van deze test was hoe men zich over het spoor kon verplaatsen als er geen treinen zouden rijden. Hiervoor werd een spoorbaan gebruikt die speciaal voor deze test bij de opnameset was aangelegd.
| Product                              | Notities |
| ------------------------------------ | --- |
| Twee aan elkaar bevestigde fietsen.  | De eerste geteste constructie bestond uit twee fietsen op beide rails die door middel van een houten constructie aan elkaar bevestigd waren en op de rails werden gehouden. Dit bleek inderdaad te werken.                                                                |
| Aangepaste koffer met brandblussers. | Als tweede werd er uit een open koffer een voertuig gebouwd die werd aangedreven door twee brandblussers. Met hoge snelheid racete Pascal over de rails naar het einde van het parcours. De rails liepen daar af en Pascal sloeg met de wagen voorover.                   |
| Aangepaste bank met brommer.         | Het laatste voertuig dat werd getest, was een aangepaste bank. Deze was voorzien van o.a. een bagagerek en een bak met versnaperingen. Hier werd een brommer aan vastgemaakt voor de aandrijving. Tom en Pascal namen plaats en reisden met alle comfort de spoorbaan af. |

### Aflevering 7
Uitzenddatum: 23 februari 2013.

#### Poep en Plas → Scheten
| Onderwerp                             | Notities |
| ------------------------------------- | --- |
| Ontvlambaarheid van een koeienscheet. | Presentator Klaas legde uit dat een koeienscheet bestaat uit methaan (CH4). Om de ontvlambaarheid te testen werd er een hoop schuim geproduceerd van methaan en deze werd aangestoken. Het schuim ontbrandde met een metershoge vlam. |

#### Alternatieve Graffiti
Het idee van deze test was om manieren te testen om graffiti te zetten zonder dat het strafbaar is. Drie verschillende producten werden getest.
| Product           | Notities |
| ----------------- | --- |
| Mos.              | Bij deze deeltest werd mos gebruikt dat met een mengsel van stroop en yoghurt aan een muur werd geplakt. Het testteam slaagde erin om het Checkpoint-logo te vormen.                                                                                                |
| Hogedrukreiniger. | Klaas en het testteam zaagden vormen uit een plaat hout en die legden ze op een vies stuk grond. Met een hogedrukspuit spoten ze tussen de vormen, waardoor dat gedeelte van de grond schoon werd. Op deze manier konden ze de tekst CHECKPOINT op de grond zetten. |
| Paintballmachine. | Als laatste probeerden presentator Klaas en testteam een paintballmachine een Checkpoint-logo op een muur te schieten. Het logo kwam niet perfect op de muur, maar was wel herkenbaar.                                                                              |

#### Jongens vs Meiden → Machines
In deze jongens/meidentest werd gekeken wie het beste met grote machines kon omgaan.
| Uitdaging                                                   | Winnaar  | Notities |
| ----------------------------------------------------------- | -------- | --- |
| Ballonnen lekprikken met een graafmachine.                  | Jongens. | Bij de eerste deeltest kregen Dico en Dzifa de opdracht om met een graafmachine over een parcours heen te rijden. Langs het parcours hingen drie bossen gele ballonnen. Hier zat steeds één rode ballon tussen en de bedoeling was om deze met een punt aan het uitrustingsstuk van de graafmachine door te prikken zonder de gele erbij te doen. Dico voerde deze opdracht het beste uit.                                                      |
| Met een sloopsorteerknijper een hoed op een kapstok leggen. | Jongens. | Als tweede moesten Dico en Dzifa met een sloopsorteerknijper de hoed van een paspop afnemen en die op een kapstok leggen. Dzifa ging als eerste. Zij voerde de opdracht uit in een tijd van 3'28", maar beschadigde daarbij wel het hoofd van de pop. Dico beschadigde het hoofd niet en had slechts 1'28" nodig. |
| Met een shovel drie auto's op elkaar stapelen.              | Jongens. | In de laatste deeltest kregen Dico en Dzifa de opdracht om met een shovel drie auto's in een parkeervlak op elkaar te stapelen. De tijd zou genomen worden als de drie auto's op elkaar stonden zonder dat ze vielen. Dzifa ging als eerste en zij slaagde er na 15'17" in om de drie auto's op elkaar te leggen, hoewel de bovenste auto er al vrijwel meteen weer afviel. Dico deed 11'40" over de opdracht en zijn auto's bleven wel liggen. |
| Uiteindelijke winnaar.                                      | Jongens. | Eindstand: 3-0. Getrokken conclusie: de jongens zouden beter de grote machines kunnen besturen. |

### Aflevering 8
Uitzenddatum: 2 maart 2013

#### De Kracht Van Veel → Cola
| Product                      | Notities |
| ---------------------------- | --- |
| Colaflessen en mintsnoepjes. | Deze test ging over de reactie die in gang wordt gezet wanneer er een mintsnoepje in een fles cola wordt gedaan. Achter op een houten voertuig werden een heleboel colaflessen gezet. Ghino nam erin plaats en toen er mintsnoepjes in de flessen werden gedaan bleek de vrijkomende kracht genoeg om het voertuig te laten rijden. |

#### Jongens vs Meiden → IJshockey
Deze test werd gedaan op de ijsbaan van het Triavium te Nijmegen.
| Uitdaging                                  | Winnaar  | Notities |
| ------------------------------------------ | -------- | --- |
| Een bodycheck doen op een auto.            | Meiden.  | In deze test kregen Arjan (jongens) en Luara (meiden) de opdracht om een zo hard mogelijke bodycheck op een auto te doen. De impact van Arjan verplaatste de auto 26 centimeter, Luara's poging bracht de auto 28 centimeter van zijn plaats. |
| Keepen.                                    | Jongens. | Bij de tweede deeltest schoten getrainde ijshockeyers van de Romijnders Devils Nijmegen twee keer 10 pucks af op de goal, met afwisselend Arjan en Luara als keeper. Luara deed deze test als eerste en van de tien pucks hield zij er drie tegen. Arjan ging erna en hij hield er vier tegen. |
| Puck over een parcours schuiven en scoren. | Meiden.  | Omdat de stand op het moment van deze laatste proef 1-1 was zou deze laatste deeltest allesbeslissend zijn. De bedoeling was om een puck over een hindernisbaan te schuiven en vervolgens te scoren. De hindernisbaan bestond uit tweemaal een ijshockeyer ontwijken en daarna een stuk slalommen om uiteindelijk te scoren voordat een derde ijshockeyer de puck zou afpakken. Arjan ging als eerste en na een aantal pogingen slaagde hij er uiteindelijk in de puck in de goal te krijgen. Zijn tijd was 4'25", maar Luara wist de test te winnen door met 3'45" te scoren. |
| Uiteindelijke winnaar.                     | Meiden.  | Eindstand: 2-1. Getrokken conclusie: de meiden blijken het beste te zijn met ijshockey. |

#### High Speed Camera → Muizenval
| Gebeurtenis             | Notities |
| ----------------------- | --- |
| Eieren op muizenvallen. | In deze test zetten testteamleden Dico en Tom en presentator Klaas een vierkant vlak vol gespannen muizenvallen. Vervolgens lieten ze er eieren op vallen waardoor de muizenvallen dicht sloegen. Deze reactie werd vastgelegd met een hogesnelheidscamera. Te zien was hoe de muizenvallen na elkaar dichtsloegen en loskwamen van de tafel. |

#### Kranten bezorgen zonder zorgen
In deze test werd gekeken of het mogelijk is om krantenbezorgen gemakkelijker te maken.
| Methode                               | Notities |
| ------------------------------------- | --- |
| Alternatieve brommer en een katapult. | Als eerste werd er een boormachine aangepast, waardoor hij een fiets kon aandrijven. Vervolgens werden er elastieken rond het stuur gespannen als katapult om de kranten in de tuinen van de mensen te schieten. |
| Radiografisch bestuurbare helikopter. | Bij de tweede deeltest werd er gekeken of het mogelijk was om met een radiografisch bestuurbare helikopter de kranten te bezorgen. Echter: de helikopter kon het gewicht van een volledige krant niet houden waardoor er uitsluitend stukken uit de krant bezorgd konden worden. |
| Kranten uit een vliegtuig gooien.     | Bij de laatste deeltest vloog Dico per vliegtuig richting een krantenwijkje, dat speciaal voor deze test was opgebouwd in een weiland. Bij dit krantenwijkje was een dropzone aangelegd waar de kranten moesten neerkomen. Dico gooide de fietstassen (met kranten erin) naar beneden, maar ze vielen niet op de juiste plek neer. Toen Dico weer beneden was waren de kranten inmiddels ook verwaaid. Geconcludeerd werd dat het niet een heel handige techniek was om de kranten op de juiste plek te krijgen, maar wel by far de leukste techniek. |

### Aflevering 9
Uitzenddatum: 9 maart 2013

#### Poep en Plas → Brandnetels
| Onderwerp                                          | Notities |
| -------------------------------------------------- | --- |
| Urine gebruiken om brandnetelblaren te behandelen. | Bij deze test werd Rick geblinddoekt en werden zijn beide armen door een brandnetelplant gehaald. Vervolgens werd één arm overgegoten met azijn en de tweede met urine, die hij bij aanvang van de test reeds had uitgeplast in een fles. Rick vond dat de urine beter werkte dan de azijn. Daarna werd het experiment herhaald bij Tom en ook hij vond de urine beter werken. |

#### Jongens vs Meiden → Koudebestendig
| Uitdaging                             | Winnaar  | Notities |
| ------------------------------------- | -------- | --- |
| Waterijsjes eten en ijswater drinken. | Jongens. | Bij de eerste deeltest kregen Dzifa en Ghino ieder twee waterijsjes te eten en twee glazen ijswater te drinken. Beiden kregen ze te maken met de brainfreeze (ijshoofdpijn), maar uiteindelijk had Ghino als eerste beide ijsjes en beide glazen ijswater naar binnen. |
| Checkpoint-logo uit ijsblok hakken.   | Jongens. | In een groot ijsblok zat een Checkpoint-logo en de bedoeling voor Dzifa en Ghino was om dit er zo gauw mogelijk uit te halen met behulp van een aantal hulpmiddelen. Dzifa ging als eerste. Ze goot wat zout over het ijsblok en brandde er met een gasbrander op, maar uiteindelijk slaagde ze er met een hamer en een schroevendraaier in om het ijs stuk te krijgen en het logo te bemachtigen. Ze deed hier 10'31" over. Ghino ramde met slechts een hamer en brute kracht het ijsblok aan gruzelementen en reeds na 40" had hij het Checkpoint-logo eruit. |
| IJswand beklimmen.                    | Meiden.  | Met nog één deeltest te gaan en een 2-0-voorsprong voor Ghino, was de totaalwinst al bepaald in het voordeel van de jongens. In de laatste deeltest was het de bedoeling om een ijswand te beklimmen en bovenaan een bel te luiden. Ghino ging als eerste en hij slaagde na 1'27" in zijn opdracht. Dzifa ging erna en zij won deze test met een tijd van 1'09". |
| Uiteindelijke winnaar.                | Jongens. | Eindstand: 2-1. Getrokken conclusie: als het gaat om kou kunnen de jongens er het beste tegen. |

#### Handleidingen → Wasmachine
| Veiligheidsmaatregelen                                           | Notities |
| ---------------------------------------------------------------- | --- |
| Geen zware gespen of andere zware metalen in de wasmachine doen. | Gespen werden geïmiteerd met een aantal zware gewichten. Via een goot lieten Dico en Arjan deze in een centrifugerende wasmachine vallen. De trommel sloeg los en het apparaat raakte zwaar beschadigd. |

#### Secondelijm
In deze test werd de kracht van secondelijm onderzocht.
| Onderwerp                            | Notities |
| ------------------------------------ | --- |
| Een televisie aan de muur hangen.    | Aan de achterkant van een televisietoestel werd secondelijm aangebracht. Vervolgens hielden Pascal, Dico en presentator Klaas het apparaat twee minuten lang tegen een muur aan. Toen ze hem loslieten, bleef de televisie inderdaad hangen. |
| Een kamer aan het plafond spiegelen. | Bij deze test werd een poging gedaan om een slaapkamer aan het plafond te spiegelen door de spullen die er stonden met secondelijm aan het plafond vast te lijmen. Dit lukte. |
| Auto omhoog hijsen.                  | In het laatste gedeelte van deze test werd een poging gedaan om een auto aan secondelijm omhoog te hijsen. Nadat de lijm was aangebracht aan een verbindingsstuk tussen twee kabels werd twee minuten gewacht en toen kon een hijskraan inderdaad de auto omhoog hijsen. De auto viel pas naar beneden toen het testteam met een gasbrander op het verbindingsstuk brandde. |

### Aflevering 10
Uitzenddatum: 23 maart 2013

#### High Speed Camera → Storm
| Gebeurtenis            | Notities |
| ---------------------- | --- |
| Fietsen door de storm. | Bij deze test ging Tom fietsen op een hometrainer. Dico en presentator Klaas gebruikten een bladblazer om bladeren en water in Toms gezicht te blazen. Dit werd met een hogesnelheidscamera opgenomen. Toen de beelden werden teruggekeken was zichtbaar hoe zijn mond en gezicht verwaaiden toen de bladblazer erop gericht stond. |

#### Jongens vs Meiden → Chauffeur
Bij deze editie van Jongens vs Meiden deden Pascal en Myrthe een drietal proeven om erachter te komen wie de beste vrachtwagenchauffeur was; jongens of meiden.
| Uitdaging                                  | Winnaar  | Notities |
| ------------------------------------------ | -------- | --- |
| Een ei achterwaarts uit de laadbak kiepen. | Meiden.  | Bij de eerste deeltest moest een vrachtwagen een stuk achteruit gereden worden in de richting van een pan. In de laadbak van de vrachtwagen stond een ei en de bedoeling was om het ei zo dicht mogelijk in de buurt van de pan uit de laadbak te kiepen. Pascal ging eerst en zijn ei belandde 5,86 meter van de pan. Myrthe deed deze test beter met een afstand van 4,40 meter. |
| Lunch.                                     | Jongens. | De tweede opdracht bestond uit het zo snel mogelijk naar binnen werken van een lunch voor vrachtwagenchauffeurs. Zowel Myrthe als Pascal namen plaats aan een tafel waar een aantal van deze maaltijden op stonden. Toen ze aan het eten waren merkte presentator Klaas op dat ze beide al behoorlijk moeite hadden met het naar binnen werken van één maaltijd. De winnaar zou degene zijn die als eerste één bord leeghad. Pascal liet als eerste zijn mond leeg zien en won deze test. |
| Parcours rijden.                           | Meiden.  | Pascal en Myrthe moesten om beurten de vrachtwagen over een parcours heen rijden. Degene die in de snelste tijd de hele route had afgelegd, zou deze deeltest winnen en daarmee ook de complete test beslissen, aangezien de stand bij aanvang van deze laatste deeltest met 1-1 gelijk stond. Over het parcours stonden enkele hindernissen en het omrijden ervan zou per keer 30 seconden straftijd opleveren. Myrthe ging als eerste en zij eindigde het parcours met twee minuten straftijd, Pascal met drie. Pascal had een eindtijd van 5'26", maar met 5'09" klopte Myrthe de tijd van het Pascal en besliste daarmee de totaalwinst in het voordeel van de meiden. |
| Uiteindelijke winnaar.                     | Meiden.  | Eindstand: 2-1. Getrokken conclusie: mannelijk vrachtwagenchauffeur rijdend Nederland klopt niet; eigenlijk horen de meiden daar thuis. |

#### De Kracht Van Veel → Flessen
| Product                                                  | Notities |
| -------------------------------------------------------- | --- |
| Wijnflessen gevuld met verschillende hoeveelheden water. | Bij deze test werd geprobeerd het lied Vader Jacob te spelen door wijnflessen met verschillende hoeveelheden water te vullen. Deze flessen werden op volgorde op de grond gezet. Vervolgens reed presentator Klaas in een scootmobiel langs de flessen. Uitsteeksels aan de scootmobiel raakten de flessen en zo werd het lied ten gehore gebracht. |

#### Feestje Thuis
Deze test was een vervolg op Party Proof.
| Onderwerp           | Notities |
| ------------------- | --- |
| Luidsprekers maken. | Arjan en Ghino gebruikten plastic bordjes, een spoeltje en magneetjes om zelf een werkende speaker te bouwen. |
| Schuimparty.        | Met behulp van een stofzuiger werd lucht geblazen in een emmer met zeepsop en water. Hierdoor ontstond een grote hoeveelheid schuim waarin Ghino kon feesten.                                                                             |
| Lasershow.          | Voor deze deeltest werden laserpennen gebruikt die op kleine spiegeltjes werden gericht. Deze spiegeltjes werden met behulp van computerventilatoren aan het draaien gebracht en op deze manier werd er een eigen lasershow gerealiseerd. |

### Aflevering 11
Uitzenddatum: 30 maart 2013

#### Luiers
In deze test werden pogingen gedaan om luiers toe te passen in verschillende vormen van hoge nood.
| Onderwerp                            | Notities |
| ------------------------------------ | --- |
| Hagelbui.                            | Luiers werden opgedikt door er water op te spuiten. Dico kreeg een ei op zijn hoofd en daar overheen werden de dikke luiers gedaan. Vervolgens gooide Ghino vanaf een verhoging ijsblokken op het hoofd van Dico. Het ei bleef heel. Geconcludeerd werd dat een natte luier voldoende bescherming biedt tegen een stevige hagelbui. |
| Huis beschermen tegen wateroverlast. | In deze test werd een poging gedaan om luiers te gebruiken als alternatief voor zandzakken, die bij wateroverlast geplaatst kunnen worden. Zakken met luiers werden voor een deur neergelegd en met behulp van sproeiers en emmers water werd wateroverlast nagebootst. De luiers konden het water echter niet tegenhouden; het water stroomde nog gewoon onder de deur door. |
| Als bescherming tegen vuur.          | Als laatste werd een paspop voorzien van twee strips. Op beide strips zaten blokjes chocola, marshmallows en lucifers. Eén strip werd bedekt met luiers, de tweede niet. Dit geheel werd boven een vuur gehouden. Uiteindelijk brandde de strip zonder luier totaal weg. De strip met luiers bleef aanzienlijk langer goed. Geconcludeerd werd dat je in principe een brandend huis uit zou kunnen rennen als je je helemaal inpakt met luiers, maar het moest wel snel gedaan worden. |

#### Jongens vs Meiden → Vuur
In deze test werd gekeken of jongens of meiden het beste waren met vuur.
| Uitdaging                | Winnaar  | Notities |
| ------------------------ | -------- | --- |
| Lucifer brandend houden. | Jongens. | Arjan en Luara kregen ieder een lucifer en deze moesten ze langs een luciferdoosje aanstrijken. Vervolgens was het de bedoeling om de lucifer zo lang mogelijk brandende te houden. Dit werd uiteindelijk twee keer gedaan en Arjan hield de lucifer beide keren het langst brandende. |
| Vuurslag smeden.         | Meiden.  | Arjan en Luara hadden ieder een kwartier de tijd om een vuurslag te smeden die ze in de ultieme test nodig zouden hebben. Luara deed dit beter. |
| Ultieme test.            | Meiden.  | Bij de laatste deeltest moesten Luara en Arjan met een vuursteen en het vuurslag dat ze in de vorige deeltest hadden gemaakt proberen vuur te maken (als dit niet binnen 2 minuten zou lukken mochten ze lucifers gebruiken). Met dit vuur moesten ze een houtkachel aansteken die op zijn beurt weer een touw zou doorbranden, waardoor er een zak benzine in een olieton met vuur zou vallen. Wat telde voor deze test, was de tijd waarop de zak benzine ontvlamde. Arjan ging als eerste, maar hij slaagde er niet in de opdracht binnen de tijdslimiet af te ronden. Luara voltooide de opdracht in een tijd van 4’51” en daarmee haalden de meiden de totaalwinst voor deze test binnen. |
| Uiteindelijke winnaar.   | Meiden.  | Eindstand: 2-1. Getrokken conclusie: als de meiden zich ertoe zetten zijn ze heer en meester in het vuur maken. |

#### De Klapper Van De Week → Droogijs
| Situatie.             | Geluidssterkte knal. | Notities |
| --------------------- | -------------------- | --- |
| Droogijs in een fles. | 96,3 dB.             | Voor deze test werd droogijs in een fles gedaan. Vervolgens werd deze fles in een vat met pingpongballen gedaan. Uiteindelijk ontplofte deze fles, vloog het vat de lucht in en stuiterden de pingpongballen over de set. De klap was 96,3 dB hard. |

### Aflevering 12
Uitzenddatum: 6 april 2013

#### Scheten
In deze test werden met drie verschillende producten geprobeerd om scheetluchten te maskeren. De scheten in deze test werden geïmiteerd met behulp van een voetpomp waar geurstof van een stinkbom in werd gedaan.
| Producten                         | Notities |
| --------------------------------- | --- |
| Een trechter en bellenblaas.      | Ghino nam plaats in een gevulde badkuip en Dico imiteerde Ghino's scheten met behulp van de voetpomp. Deze scheten vingen ze in een trechter die naar een van zeepsop voorziene cirkelvormige blaastuit van een bellenblaas leidde. Hierdoor werden de gelaten scheten in een zeepbel meegenomen. Echter: toen de bel knapte kwam de scheetlucht alsnog vrij. |
| Luchtverfrisser.                  | Voor deze deeltest werd een luchtverfrisser achter in een broek gezet die zou puffen wanneer er aan een touwtje getrokken werd. Het idee was dat Dico de luchtverfrisser een puf zou laten geven op het moment van een scheet. Dit werd geprobeerd, maar de scheetlucht was nog steeds te ruiken.                                                             |
| Luchtdichte broek met houtskolen. | Ghino trok een luchtdichte broek aan. Aan de achterkant van deze broek werd een filter gezet met houtskool. De koolstof die in de houtskool zat, zou de scheetlucht dan absorberen. Ghino liet een scheet en deze was totaal niet te ruiken. |

#### High Speed Camera → Meloen
| Gebeurtenis         | Notities |
| ------------------- | --- |
| Meloen op spud gun. | In deze test werd er een watermeloen boven op een omhoog gericht spud gun geplaatst. Met behulp van een touw werd de gun op afstand afgeschoten. De meloen sloeg uit elkaar. Van deze gebeurtenis werden vertraagde beelden gemaakt met een hogesnelheidscamera. Toen deze werden teruggekeken, was zichtbaar hoe de meloen ontplofte en het vruchtvlees door de lucht vloog. |

#### Jongens vs Meiden → Houthakker
Bij deze editie van Jongens vs Meiden keken Rick en Luara wie de beste houthakkers waren, jongens of meiden.
| Uitdaging                             | Winnaar     | Notities |
| ------------------------------------- | ----------- | --- |
| Bijlen tegen een schietschijf gooien. | Jongens.    | Rick en Luara moesten door bijlen tegen een schietschijf aan te gooien laten zien hoe goed ze met de bijl konden omgaan. Beide kregen ze drie pogingen met zowel een kleine bijl als een grotere. Rick raakte de schietschijf uiteindelijk twee keer met de grote bijl. Voor Luara bleek de grote bijl te zwaar en zij had slechts één hit met de kleinere bijl. |
| Boomstam in schijven zagen.           | Gelijkspel. | Bij de tweede opdracht was het de bedoeling dat Rick en Luara met een kettingzaag een boomstam in zo veel mogelijk schijven zouden zagen. De schijven moesten echter wel op elkaar blijven liggen. Bij zowel Rick als Luara viel deze toren om bij het zagen van de tiende schijf. |
| Parcours rijden met quad.             | Meiden.     | Het idee van de laatste test was dat Rick en Luara het gezaagde zout zouden meenemen. De bedoeling was dat Rick en Luara per quad over een parcours heen zouden rijden, terwijl ze een boom achter zich aan meesleepten. Op het parcours stonden hindernissen die, wanneer ze geraakt zouden worden, 20 seconden straftijd zouden opleveren. Rick had 1'20" aan straftijd, Luara 20 seconden. De totaaltijden voor beide testteamleden waren: 3'50" voor Rick tegen 2'40" voor Luara. |
| Uiteindelijke winnaar.                | Gelijkspel. | Eindstand: 2-2. Getrokken conclusie: jongens en meiden kunnen allebei worden ingehuurd; ze kunnen het allebei. |

#### De Klapper Van De Week → Autocrash
| Situatie.                 | Geluidssterkte knal. | Notities |
| ------------------------- | -------------------- | --- |
| Autocrash tegen een muur. | 96,0 dB.             | Voor deze test liet presentator Klaas een auto met 50 km/h tegen een muur aan botsen door hem te slepen. Door de klap werd de voorkant van de auto compleet samengeperst. De geluidssterkte van de knal werd gemeten door Tom en Ghino en was 96 dB. |

### Aflevering 13
Uitzenddatum: 13 april 2013

#### Handleidingen → Stofzuiger
| Veiligheidsmaatregelen                                                   | Notities |
| ------------------------------------------------------------------------ | --- |
| Geen brandbare spullen opzuigen en as pas als het helemaal is afgekoeld. | Tom, Ghino en presentator Klaas gingen barbecueën. Na afloop probeerden ze de nog hete assen van de kolen op te zuigen met een stofzuiger. Het apparaat begon al gauw te roken en toen hij werd opengemaakt bleek de binnenkant gesmolten. |

#### Jongens vs Meiden → Zeelui
| Uitdaging              | Winnaar  | Notities |
| ---------------------- | -------- | --- |
| Boot hozen.            | Meiden.  | Ghino en Dzifa namen plaats in een kleine boot. Deze boot werd aan het lekken gebracht doordat presentator Klaas er een stop uit trok. De bedoeling was om zo lang mogelijk te hozen voordat de boot ten onder zou gaan. Ghino ging als eerste, maar zijn poging strandde reeds na 54 seconden. Dzifa ging erna en hield het heel lang vol. Pas na 3'46" moest ze opgeven. |
| Zeeziekte              | Jongens. | Ghino en Dzifa namen plaats op een stoel, die met behulp van een bladblazer aan het draaien werd gebracht. Om hen heen was een Checkpoint-lint in golven gespannen. De bedoeling was dat ze deze zouden volgen. Op deze manier zou zeeziekte nagebootst worden. Ghino en Dzifa moesten zo lang mogelijk blijven zitten. De tijden lagen dicht bij elkaar, maar Ghino hield het net enkele seconden langer vol dan Dzifa (5'32" tegen 5'28").                                            |
| Varen.                 | Jongens. | Bij de laatste deeltest moesten Ghino en Dzifa met een snelle boot een parcours afleggen, waarbij ze een stuk rechtuit zouden varen, om een boei heen zouden gaan en weer terugvaren. Er voer een professionele stuurman mee die zou ingrijpen wanneer nodig. Iedere ingreep zou 10 seconden straftijd opleveren, maar Ghino noch Dzifa had ingrepen nodig. Ook hier lagen de tijden dicht bij elkaar, maar wederom was Ghino met 2'34" in het voordeel ten opzichte van Dzifa's 2'36". |
| Uiteindelijke winnaar. | Jongens. | Eindstand: 2-1. Getrokken conclusie: de jongens zijn toch echt de zeemannen. |

#### Verven
In deze test werd gekeken hoe een kamer sneller geverfd zou kunnen worden.
| Methode       | Notities |
| ------------- | --- |
| Super Soaker. | Voor deze test werd verdunde verf gebruikt. Deze werd in de Super Soakers gedaan en Pascal en Ghino spoten om de verf op de muren aan te brengen. Uiteindelijk bleek dat het heel erg lang zou duren voordat de hele muur met de verf bedekt zou zijn. |
| Tuinsproeier. | Ook voor deze test werd de verf verdund. Onder druk werd dit uit een tuinsproeier gespoten. Dit werkte beter dan de Super Soaker, maar dekte nog altijd niet volledig en duurde nog vrij lang.                                                         |
| Verfblaster.  | Verf werd in een apparaat met een compressor gedaan. Pascal liet de lucht in één keer los en de verf spatte in één keer op de muur. Klaas en testteam vonden dit de beste methode.                                                                     |

#### De Klapper Van De Week → Klapband
| Situatie. | Geluidssterkte knal. | Notities                                                                                                  |
| --------- | -------------------- | --- |
| Klapband. | 79,8 dB.             | Met behulp van een compressor werd de band van een auto opgeblazen. Deze knapte uiteindelijk met 79,8 dB. |

### Aflevering 14
Uitzenddatum: 20 april 2013

#### Mobiele telefoon
In deze test werden smartphones vergeleken met oude mobiele telefoons. Uitgangspunt was kijken welk van de twee beter was.
| Vraag                                           | Conclusie       | Notities |
| ----------------------------------------------- | --------------- | --- |
| Welke telefoon heeft het beste bereik?          | De smartphone.  | Rick ging in een doos staan met een smartphone en een gewone mobiel. De doos werd ingepakt met aluminiumfolie en Rick zou kijken welke telefoon als eerste zou uitvallen. Uiteindelijk viel de oude mobiel als eerste uit.                                                                           |
| Welke telefoon kan het beste tegen waterschade? | De oude mobiel. | Pascal ging in een bad zitten en hield een smartphone en een gewone mobiel onder water totdat de verbinding weg zou vallen. Toen de smartphone onder water werd gehouden, duurde het nog 9 seconden voordat hij uitviel. De gewone mobiel hield het met 13 seconden langer vol en trilde nog.        |
| Welke telefoon kan het beste tegen een stootje? | De oude mobiel. | Pascal ging in een hoogwerker staan die stapsgewijs meters omhoog ging en liet de telefoons op de grond vallen. Na drie meter was de smartphone in zoverre beschadigd dat er oordopjes nodig waren om gesprekken nog te horen. De oude mobiel gaf echter geen krimp en werd tot winnaar uitgeroepen. |
| Uiteindelijke winnaar.                          | De oude mobiel. | Eindstand: 2-1. |

#### Jongens vs Meiden → Troonopvolger
In deze test werd bekeken wie het meest geschikt zouden zijn als troonopvolgers, jongens of meiden.
| Uitdaging                             | Winnaar  | Notities |
| ------------------------------------- | -------- | --- |
| Voorwerpen voelen met het achterwerk. | Meiden.  | Deze deeltest was gebaseerd op het sprookje De prinses op de erwt. Dico en Myrthe namen plaats op een troon. Hierop werd steeds een voorwerp geplaatst dat ze moesten herkennen door te voelen met hun achterwerk. Myrthe herkende er één meer dan Dico en won deze deeltest daarmee. |
| Ceremoniële handelingen.              | Jongens. | De tweede deeltest bestond uit een parcours met een aantal deuren, die op slot zaten. Om de sleutel van de deur te krijgen, moesten Dico en Myrthe een bepaalde koninklijke handelingen uitvoeren, waaronder een openingstoespraak houden, linten doorknippen en een boot dopen. Dico legde het parcours af in een tijd van 7'36", Myrthe finishte pas na 9'03". |
| Spijkerpoepen aan een hijskraan.      | Meiden.  | Bij de laatste deeltest werd Dico versterkt door Tom en Myrthe door Dzifa. De nieuw bijgekomen testteamleden moesten een hijskraan besturen waaraan het andere testteamlid hing met een enorme spijker. Deze moesten ze in een enorme fles laten zakken. Vervolgens moest de hijskraan een keer ronddraaien en nog een tweede spijker in de fles laten zakken om een tijd te zetten. De jongens zetten een tijd neer van 6'30", maar de meiden waren met 6'26" net vier seconden sneller. |
| Uiteindelijke winnaar.                | Meiden.  | Eindstand: 2-1. Getrokken conclusie: de meiden moet je hebben als het gaat om de troonopvolging. |

#### De Klapper Van De Week → Gong
| Situatie.           | Geluidssterkte knal. | Notities                                                                                                  |
| ------------------- | -------------------- | --- |
| Sloopkogel op gong. | 91,5 dB.             | Een 90 kg wegende sloopkogel werd losgelaten op een gong. De gongslag had een geluidssterkte van 91,5 dB. |

### Aflevering 15
Uitzenddatum: 27 april 2013

#### Tandenborstel
In deze test werden normale tandenborstels vergeleken met elektrische.
| Vraag                                            | Conclusie                     | Notities |
| ------------------------------------------------ | ----------------------------- | --- |
| Welke tandenborstel is het beste in schoonmaken? | De gewone tandenborstel.      | Voor deze deeltest werden twee wc's gebruikt die extra besmeurd werden. Vervolgens kregen Pascal en Arjan vijf minuten de tijd om een wc schoon te maken met een mix van tandpasta en mondwater. Hiervoor gebruikt Arjan een elektrische tandenborstel en Pascal een gewone. Na afloop werd gekeken hoeveel bacteriën er waren achtergebleven. Hieruit bleek dat het toilet dat met de gewone tandenborstel was behandeld schoner was geworden. |
| Welke tandenborstel slijt het snelst?            | De elektrische tandenborstel. | In de tweede deeltest werden de kopjes van duurzame tandenborstels en elektrische tandenborstels afgehaald en onder een terrasreiniger gedaan. Vervolgens werd gekeken hoelang het duurde voordat de tandenborstels waren versleten. De duurzame tandenborstels hielden het anderhalve minuut vol, de elektrische tandenborstels waren na enkele seconden al kapot. |
| Alternatieven voor de elektrische tandenborstel. | Zie Notities.                 | Drie alternatieven werden geprobeerd. Als eerste nam Arjan de zaadjes van een snoepreep in zijn mond en stak hij zijn besmeurde gebit in een vogelkooi zodat de vogel, die erin zat, de viezigheid eruit zou pikken. Dit werkte niet. Als tweede werden de uiteindes van twee tandenborstels onderaan een melkklopper gehangen en hiermee probeerde Pascal zijn tanden te poetsen. Het apparaat bleek echter te weinig vermogen te hebben. Als laatste werd een staaf met tandenborsteluiteinden in een boormachine gedaan. Het apparaat werd zacht ingeschakeld en het principe werkte. Opgemerkt werd, dat als het wat compacter werd gemaakt en anders werd vormgegeven, je op een elektrische tandenborstel zou uitkomen. Hieruit werd geconcludeerd dat de elektrische tandenborstel helemaal zo gek nog niet was. |

#### Jongens vs Meiden → Verhuizer
| Uitdaging              | Winnaar     | Notities |
| ---------------------- | ----------- | --- |
| Dozen inpakken.        | Jongens.    | De testteamleden krijgen vijf minuten de tijd om een doos vol te laden met serviesgoed en deze in een bestelbus te zetten. Presentator Klaas reed met deze bus over een parcours heen en vervolgens werd gekeken hoeveel stukken serviesgoed er nog heel waren. Aanvankelijk leken de aantallen nog vrij dicht bij elkaar te liggen, maar bij het tellen bleek uiteindelijk dat de jongens duidelijk meer serviesgoed heel hadden dan de meiden. |
| Woonkamer verhuizen.   | Meiden.     | In de tweede deeltest moesten de testteamleden meubels uit een kamer over een parcours dragen naar boven op een zeecontainer. Over het parcours stonden enkele hindernissen die 30 seconden straftijd zouden opleveren per keer dat ze werden geraakt. In totaal liepen de jongens twee minuten straftijd op, de meiden vier. Desondanks wonnen de meiden deze proef met een tijd van 8'07" tegen 8'32". |
| Aquarium takelen.      | Onbeslist.  | De testteamleden moesten een met water gevuld aquarium met behulp van een touw door een raam naar een kamer op één hoog takelen. De meiden kregen het aquarium omhoog, maar toen ze hem naar binnen wilden halen, knapte een van de banden die rond het aquarium gespannen waren om het omhoog te takelen. Het aquarium viel op de grond aan scherven. De jongens probeerden het aquarium op een pallet omhoog te hijsen. Ze kregen het aquarium echter niet tussen de banden vandaan en het geheel met pallet paste niet door het raam. Uiteindelijk faalde ook hun poging. |
| Uiteindelijke winnaar. | Gelijkspel. | Eindstand: 2-2. Getrokken conclusie: verhuizers en verhuissters zijn allebei even geschikt. |

#### De Klapper Van De Week → Pianocrash
| Situatie.                 | Geluidssterkte knal. | Notities                                                                         |
| ------------------------- | -------------------- | -------------------------------------------------------------------------------- |
| Piano valt van hijskraan. | 83,1 dB.             | Een piano werd van een kraan gedropt. Dit leverde een doffe klap van 83,1 dB op. |

### Aflevering 16
Uitzenddatum: 4 mei 2013

#### High Speed Camera → Ballon
| Gebeurtenis                       | Notities |
| --------------------------------- | --- |
| Ballon opblazen totdat hij knapt. | In deze test blies Tom een ballon zo ver op dat hij zou knappen. Dit werd vastgelegd met een hogesnelheidscamera, maar het moment van knappen was zo snel dat zelfs deze het nauwelijks kon volgen. |

#### Opruimen
In deze test werd gekeken hoe er makkelijker kon worden opgeruimd.
| Onderwerp                     | Notities |
| ----------------------------- | --- |
| Germorste hagelslag opruimen. | Voor deze deeltest werd hagelslag over de vloer gesprenkeld. In plaats van het op te zuigen met een stofzuiger werden er twee radiografisch bestuurbare auto's genomen, waar voorop een stoffer en blik werd gemonteerd. Op deze manier konden testteamleden Rick en Pascal de hagelslag van de vloer opvegen. Hoewel het niet effectief was, werd het wel leuk bevonden. Het is daarom beter om gewoon de stofzuiger te pakken.                                                                  |
| Gangvloer schoonmaken.        | Het idee van deze deeltest was dat de vloer van de gang vies kan worden als er iemand binnen komt lopen. Om de vloer weer schoon te krijgen werd een curlingsteen ingepakt met een vaatdoek en deze werd over de vieze gangvloer geschoven. Dit werkte al behoorlijk, maar niet effectief genoeg . Hierop werd Pascal ingepakt met sponzen en dweilen, ingesmeerd met groene zeep en Rick en presentator Klaas lieten hem over de vloer heen glijden. De vloer werd er aanmerkelijk schoner door. |
| Kamer opruimen.               | In de laatste deeltest was het idee dat de vloer van de slaapkamer in één keer schoon zou worden. Hiervoor werden katrollen aan het plafond van de slaapkamer bevestigd en touwen gespannen waarmee de complete vloer (met rommel erop) opgehesen werd. |

#### Jongens vs Meiden → Robin Hood
Bij deze editie van Jongens vs Meiden keken Ghino en Luara wie het beste waren als Robin Hood, de jongens of de meiden.
| Uitdaging                                   | Winnaar  | Notities |
| ------------------------------------------- | -------- | --- |
| Maid Marian uit een boom halen.             | Meiden.  | Het idee van deze deeltest was dat Maid Marian in een val was getrapt die Robin Hood voor anderen had neergelegd. Hierdoor was ze in een boom terechtgekomen en de bedoeling voor testteamleden Ghino en Luara was om haar zo snel mogelijk uit de boom naar beneden te halen. Ghino ging als eerste en hij deed er 2'28" over om Marian op de grond te krijgen. Luara was met 2'00" klaar.                                               |
| Stelen van de rijken en geven aan de armen. | Jongens. | In de tweede deeltest moesten Ghino en Luara binnen 2 minuten proberen om zo veel mogelijk kisten open te maken waar zakken met geld van de rijken in zaten. Naast deze geldzakken zat er echter ook ongedierte in. Na het aflopen van de 2 minuten sloegen ze te paard op de vlucht en moesten beiden proberen om het geld in een aantal vaten te gooien (deze stonden voor de armen). Luara gooide twee zakken in de vaten, Ghino vier. |
| Boogschieten                                | Meiden.  | Omdat na twee rondes de stand 1-1 was, zou de laatste deeltest allesbeslissend zijn. Hierin stond het boogschieten centraal. De bedoeling was dat Ghino en Luara met brandende pijlen zouden proberen een Checkpoint-logo in brand te schieten. Degene die het logo als eerste raakte, zou de test winnen. Uiteindelijk was Luara degene die de pijl in het logo schoot.                                                                  |
| Uiteindelijke winnaar.                      | Meiden.  | Eindstand: 2-1. Getrokken conclusie: de meiden zijn de beste Robin Hood. |

#### De Klapper Van De Week → Carbid
| Situatie.                | Geluidssterkte knal. | Notities |
| ------------------------ | -------------------- | --- |
| Afvuren van carbidkanon. | 110,0 dB.            | In deze editie van De Klapper Van De Week vuurde testteamlid Tom een carbidkanon af. De klap had een geluidssterkte van 110 dB en was daarmee de luidste van het seizoen. |

### Aflevering 17
Uitzenddatum: 11 mei 2013.
In deze laatste aflevering werd een compilatie vertoond van de beste fragmenten uit het zevende seizoen. Dit waren: de test over luchtdruk (afl. 1), de landenbattles tegen België en Duitsland (afl. 3 & 2), Per Spoor (afl. 6) en de knaller van de week met de autocrash en het droogijs (afl. 12 en 11).

#### Jongens vs Meiden → De Uitslag
In het zevende seizoen was de seizoensuitslag Jongens vs. Meiden 8-7 in het voordeel van de meiden (6× winst meiden, 5× winst jongens en 2× gelijk). Er werd een compilatie getoond van tests. Dit waren: de schriktest (afl. 1) en de machinetest (afl. 7).

### Checkpoint Revanche: Auto Rijden
Uitzenddatum: 2 september 2013.
Deze aflevering was een vervolg op de door de meiden verloren test Rijbewijs (seizoen 5). De meiden deden een poging revanche te nemen op de jongens.

#### Revanche → Rijbewijs
| Uitdaging                      | Winnaar  | Notities |
| ------------------------------ | -------- | --- |
| Auto touwtrekken.              | Meiden.  | Voor deze deeltest waren er twee in tegengestelde richting kijkende auto's aan elkaar gezet tot één geheel. Beide auto's hadden een testteamlid aan het stuur (één jongen, één meisje) die één richting uit moest rijden terwijl de tegenpartij uiteraard trachtte de andere kant op te gaan. Deze deeltest werd in drie rondes uitgevoerd: - Ghino tegen Dzifa, Dzifa winnaar. - Arjan tegen Luara, Arjan winnaar. - Dico tegen Myrthe, Myrthe winnaar. Hiermee wonnen de meiden deze deeltest overall.                                                           |
| Achteruitrijden met aanhanger. | Jongens. | Bij de tweede deeltest was het de bedoeling dat de drie testteamleden van zowel de jongens als de meiden een parcours achteruit zouden rijden met een aanhanger. Eén stuurde, de tweede was bijrijder en de derde stond in de aanhanger met drankjes op een dienblad. Ieder drankje dat om zou gaan, zou straftijd opleveren. Aan het eind van het parcours hadden de jongens één drankje verloren waar ze 1 minuut straftijd voor kregen. De meiden slaagden echter helemaal niet in hun opdracht en daarmee was de winst beslist in het voordeel van de jongens. |
| Rallyrijden.                   | Jongens. | Rond het terrein was een kort rallyparcours uitgezet en de bedoeling was om er in een zo snel mogelijk tijdsbestek doorheen te komen. Voor deze deeltest vertegenwoordigde Luara de meiden. Zij ging als eerste rijden en finishte in 27 seconden. Arjan deed het voor de jongens en hij won met een goede 20 seconden op de klok. |
| Racen.                         | Meiden.  | De vierde deeltest werd op een racecircuit gedaan. Hierbij vertegenwoordigde Ghino de jongens en Dzifa de meiden. De opdracht was om 3,5 ronde af te leggen op het circuit. Terug in de loods maakte presentator Klaas bekend dat de meiden de test hadden gewonnen met een tijd van 1'57" minuten. Ghino was met 2'11" minuten veertien seconden langzamer. |
| Paintbalgevecht.               | Jongens. | In de laatste, beslissende test namen de jongens en de meiden ieder plaats in een auto. Op de auto zat een paintbalgeweer en de bedoeling was om de tegenstanders zo vaak mogelijk te raken. Na drie minuten speeltijd hadden de meiden 5 hits, maar de jongens waren met 17 hits de onbetwiste winnaar. |
| Uiteindelijke winnaar.         | Jongens. | Eindstand: 3-2. Getrokken conclusie: de jongens zijn de beste chauffeur in de revanche. |

### Checkpoint Revanche: Geheim Agent
Uitzenddatum: 5 september 2013.
Deze aflevering was een vervolg op de door de jongens verloren test Geheim Agent (seizoen 4). De jongens deden een poging revanche te nemen op de meiden.

#### Revanche → Geheim Agent
In deze test stond een oude militaire basis centraal waar een groep terroristen zich gevestigd had. Vermoed werd dat deze terroristen een aanslag aan het voorbereiden waren. De testteamleden moesten dit voorkomen door het terrein op te dringen en een aantal uraniumstaven, die in een krachtige bom zouden worden verwerkt, te veroveren.
| Uitdaging                           | Winnaar     | Notities |
| ----------------------------------- | ----------- | --- |
| Ongezien het terrein op komen.      | Meiden.     | Bij de eerste deeltest moesten de testteamleden het terrein binnendringen door over het hek heen te klimmen. Er liep echter wel een bewaker rond die een controleronde aan het houden was. Deze duurde anderhalve minuut en derhalve hadden de testteamleden ook 90 seconden de tijd om ongezien over het hek te klimmen. Uiteindelijk waren de meiden 15 seconden sneller dan de jongens.                                            |
| Wagenpark van vijand onklaar maken. | Gelijkspel. | Bij de tweede deeltest was het de bedoeling dat één iemand van zowel het jongens- als het meidenteam explosieven onder de auto's van de terroristen zouden plaatsen om zo het wagenpark te kunnen opblazen. Bij de meiden was het Dzifa die de taak op zich nam, bij de jongens deed Tom het. Beiden slaagden ze in hun opdracht, maar ze werden wel gesnapt door de bewakers en gevangengezet.                                       |
| Uraniumstaven veroveren.            | Jongens.    | De uraniumstaven moesten gepakt worden. Ze waren echter goed beveiligd met een alarmsysteem van laserstralen en bovendien was de ruimte met tralies afgesloten. De bedoeling was om de tralies door te branden en vervolgens binnen 60 seconden de staven te bemachigen. Ze slaagden hier beiden in, maar de jongens waren met een totaaltijd van 4'56" minuten tegen 6'11" aanzienlijk sneller.                                      |
| Ontsnappen met het uranium.         | Jongens.    | Als laatste moesten de teams hun gevangengenomen teamlid bevrijden (zie deeltest 2) en terug ontsnappen via het hek (zie deeltest 1). De criminelen achtervolgden en beschoten hen. De meiden waren wel sneller weg met na het bevrijden van hun gevangengenomen teamlid, maar deden er langer over om over het hek te komen en werden tweemaal geraakt door de criminelen, de jongens niet en hadden daarmee hun revanche te pakken. |
| Uiteindelijke winnaar.              | Jongens.    | Eindstand: 3-2. Getrokken conclusie: de jongens zijn de beste geheim agent. |

## Kijkcijfers zaterdagafleveringen
| Datum            | Aantal kijkers | Marktaandeel |
| ---------------- | -------------- | ------------ |
| 12 januari 2013  | 185.000        | 18,8%        |
| 19 januari 2013  | 244.000        | 20,9%        |
| 26 januari 2013  | 131.000        | 12,5%        |
| 2 februari 2013  | 196.000        | 21,6%        |
| 9 februari 2013  | 214.000        | 19,1%        |
| 16 februari 2013 | 171.000        | 17,4%        |
| 23 februari 2013 | 146.000        | 14,9%        |
| 2 maart 2013     | 190.000        | 17,1%        |
| 9 maart 2013     | 209.000        | 18,2%        |
| 16 maart 2013    | 141.000        | 13,8%        |
| 23 maart 2013    | 260.000        | 23,7%        |
| 30 maart 2013    | 150.000        | 14,6%        |
| 6 april 2013     | 148.000        | 15,7%        |
| 13 april 2013    | 146.000        | 14,8%        |
| 20 april 2013    | 132.000        | 14,6%        |
| 27 april 2013    | 131.000        | 14,9%        |
| 4 mei 2013       | 168.000        | 20,6%        |
| 11 mei 2013      | 168.000        | 15,2%        |